# Lembas
Lembas is een fictief soort brood uit de wereld van In de ban van de ring van J.R.R. Tolkien.
Lembas wordt gemaakt door de Elfen en is zowel erg lekker als zeer voedzaam. Lembas heeft de vorm van dunne koekjes, lichtbruin van buiten en roomkleurig van binnen. In De reisgenoten, het eerste deel van In de ban van de ring, krijgt het reisgezelschap bij hun vertrek uit Lothlórien lembas mee als voedsel voor onderweg.
Het 'leesvoer' (genootschapsblad) van Tolkien Genootschap Unquendor is vernoemd naar dit voedsel.